# 鬼死骸停留所
鬼死骸停留所（おにしがいていりゅうじょ）は、岩手県一関市真柴祈祷に所在する国鉄バス鬼死骸停留所待合室の跡地で、現在は観光用休憩室として整備されている。

## 概要
旧国鉄バスの鬼死骸停留所待合室とバス停の標識があり、2016年まで路線バスが運行していたが、現在路線は廃止されておりバスは運行していない。2020年（令和2年）12月頃に真柴まちづくり協議会らの手によってまちおこしの一環として整備された。現在は待合室は観光用の休憩所として利用され、バス停標識には近隣の名所案内が掲載されている。

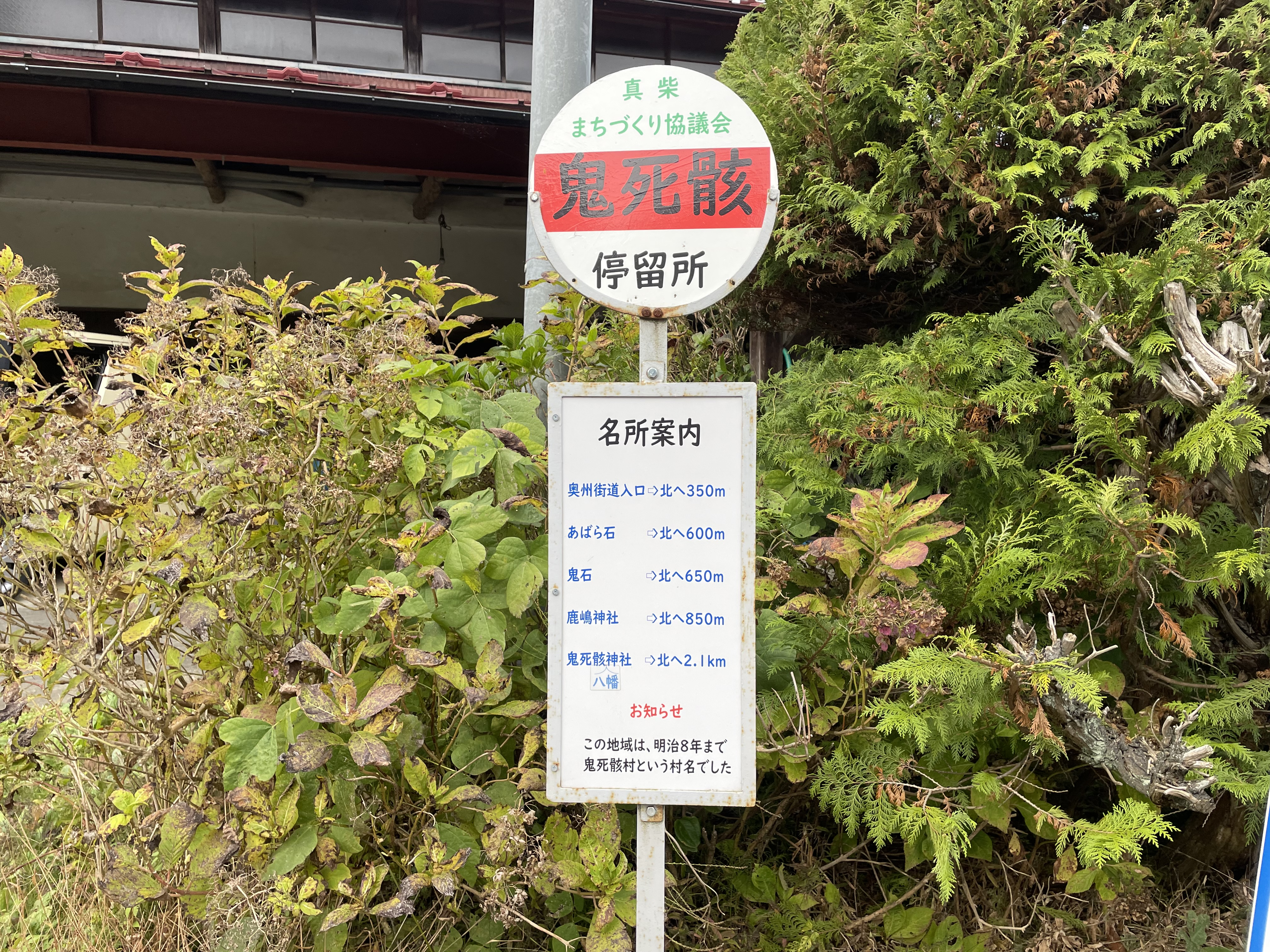
名所案内板（旧バス停標識）

## 休憩所内
村名の由来が書かれた説明板、鬼死骸村絵図のコピー、パンフレット、自由帳、スタンプなどが置かれている。

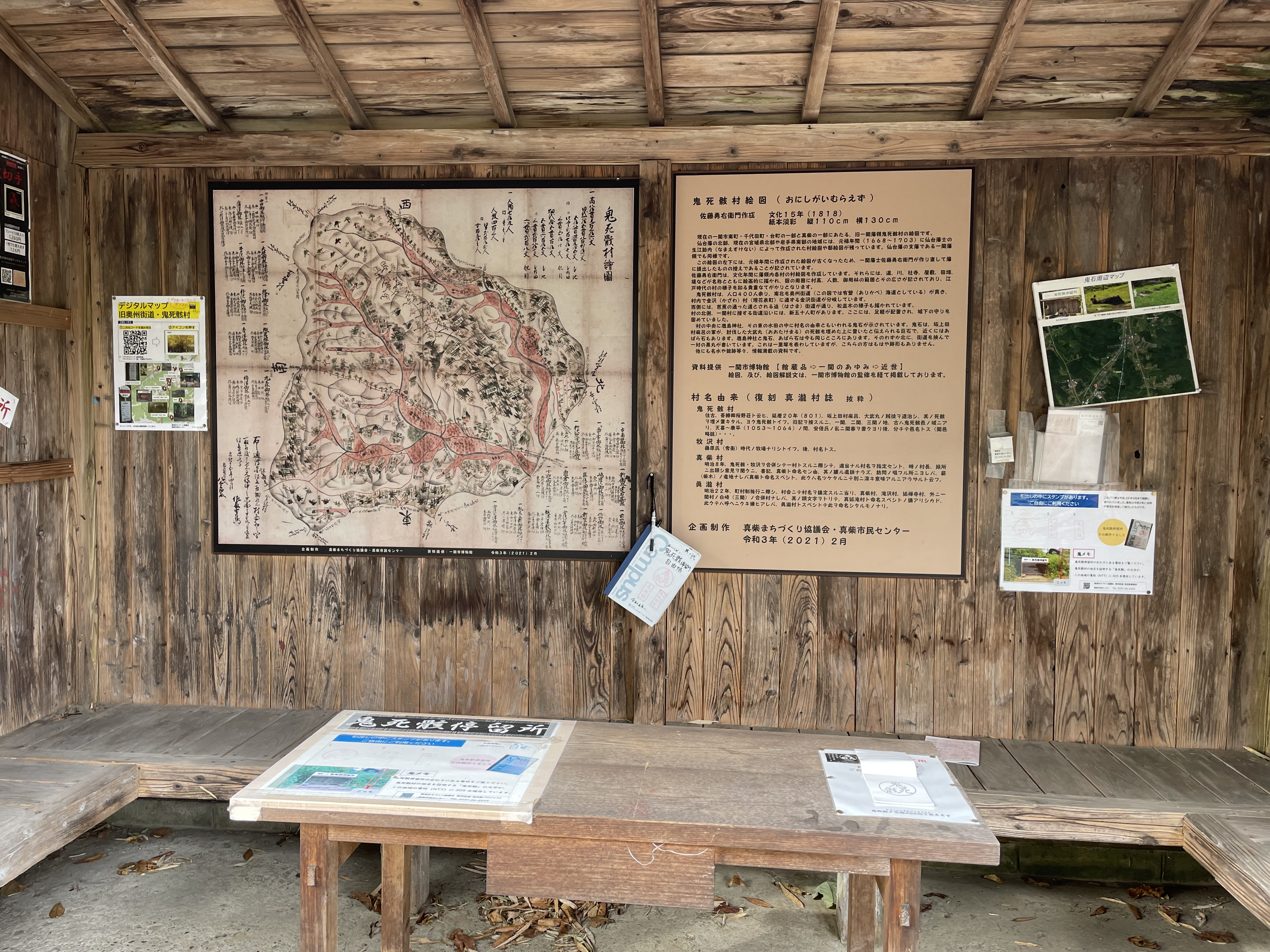
休憩所内の様子

## 観光
停留所の写真がSNSなどで拡散されたことにより、首都圏などから漫画『鬼滅の刃』ファンが訪れるようになったと報じられている。

## 周辺
- 鬼石
- あばら石
- 鬼死骸八幡神社
- 鹿島神社

## 交通アクセス
- 一ノ関駅（JR東日本）より車で6分（経路案内）。
- 一ノ関駅（JR東日本）より岩手県交通または一関市営バス「八幡」バス停までバス7分（経路案内）または徒歩33分（経路案内）、バス停よりさらに徒歩20分（経路案内）。
- 一ノ関駅より栗原市民バス「福光園前」バス停までバス19分、バス停よりさらに徒歩11分。一部の便は有壁駅にも発着。